# Halowe Mistrzostwa Europy w Lekkoatletyce 1980 – bieg na 400 m kobiet
Bieg na 400 metrów kobiet – jedna z konkurencji biegowych rozgrywanych podczas halowych lekkoatletycznych mistrzostw Europy w hali Glaspalast w Sindelfingen. Eliminacje i półfinały zostały rozegrane 1 marca, a bieg finałowy 2 marca 1980. Zwyciężyła reprezentantka Republiki Federalnej Niemiec Elke Decker. Tytułu zdobytego na poprzednich mistrzostwach nie broniła Verona Elder z Wielkiej Bruyanii.

## Rezultaty

### Eliminacje
Rozegrano 3 biegi eliminacyjne, do których przystąpiło 10 biegaczek. Awans do półfinału dawało zajęcie jednego z pierwszych dwóch miejsc w swoim biegu (Q). Skład półfinałów uzupełniły dwie zawodniczki z najlepszym czasem wśród przegranych (q).
Opracowano na podstawie materiału źródłowego.
Bieg 1
| Miejsce | Zawodniczka        | Czas  | Uwagi |
| ------- | ------------------ | ----- | ----- |
| 1       | Karoline Käfer     | 54,13 | Q     |
| 2       | Swobodka Damianowa | 54,33 | Q     |
| 3       | Tilly Verhoef      | 54,38 |       |

Bieg 2
| Miejsce | Zawodniczka       | Czas  | Uwagi |
| ------- | ----------------- | ----- | ----- |
| 1       | Tatjana Gojszczik | 53,33 | Q     |
| 2       | Ilona Pál         | 53,26 | Q     |
| 3       | Rosica Stamenowa  | 53,45 | q     |
| 4       | Mona Evjen        | 55,58 |       |

Bieg 3
| Miejsce | Zawodniczka                | Czas  | Uwagi |
| ------- | -------------------------- | ----- | ----- |
| 1       | Elke Decker                | 52,76 | Q     |
| 2       | Rosine Wallez              | 53,49 | Q     |
| 3       | Marie-Christine Champenois | 54,30 | q     |

### Półfinały
Rozegrano 2 biegi półfinałowe, w których wystartowało 8 biegaczek. Awans do finału dawało zajęcie jednego z dwóch pierwszych miejsc w swoim biegu (Q).
Opracowano na podstawie materiału źródłowego.
Bieg 1
| Miejsce | Zawodniczka                | Czas  | Uwagi |
| ------- | -------------------------- | ----- | ----- |
| 1       | Elke Decker                | 52,30 | Q     |
| 2       | Rosica Stamenowa           | 53,37 | Q     |
| 3       | Rosine Wallez              | 53,70 |       |
| 4       | Marie-Christine Champenois | 54,00 |       |

Bieg 2
| Miejsce | Zawodniczka        | Czas  | Uwagi |
| ------- | ------------------ | ----- | ----- |
| 1       | Tatjana Gojszczik  | 53,19 | Q     |
| 2       | Karoline Käfer     | 53,31 | Q     |
| 3       | Swobodka Damianowa | 53,32 |       |
| 4       | Ilona Pál          | 53,74 |       |

### Finał
Opracowano na podstawie materiału źródłowego.
| Miejsce | Zawodniczka       | Czas  |
| ------- | ----------------- | ----- |
| 1       | Elke Decker       | 52,28 |
| 2       | Karoline Käfer    | 52,70 |
| 3       | Tatjana Gojszczik | 52,71 |
| 4       | Rosica Stamenowa  | 53,06 |